# Sierpień 2020

## 30 sierpnia
- Zoran Zaew ponownie objął urząd premiera Macedonii Północnej[1].
- Pandemia COVID-19: Według stanu na 30 sierpnia liczba potwierdzonych zachorowań na całym świecie przekroczyła 25 milionów osób, zaś liczba zgonów to ponad 840 tysięcy[2].

## 28 sierpnia
- Shinzō Abe ogłosił swoją rezygnację ze stanowiska premiera Japonii ze względów zdrowotnych[3].

## 23 sierpnia
- Pandemia COVID-19: Według stanu na 23 sierpnia liczba potwierdzonych zachorowań na całym świecie przekroczyła 23 miliony osób, zaś liczba zgonów to ponad 800 tysięcy[4].
- W finale Ligi Mistrzów UEFA Bayern Monachium pokonał Paris Saint-Germain 1:0[5]

## 19 sierpnia
- Po tym, jak dzień wcześniej prezydent Mali Ibrahim Boubacar Keïta oraz premier tego kraju, Boubou Cissé zostali aresztowani przez zbuntowanych żołnierzy dokonujących zamachu stanu, prezydent kraju zdymisjonował rząd, rozwiązał parlament oraz podał się do dymisji argumentując to chęcią uniknięcia rozlewu krwi[6][7][8].

## 16 sierpnia
- Anglik Ronnie O’Sullivan zwyciężył w mistrzostwach świata w snookerze[9].

## 14 sierpnia
- W Monako Ugandyjczyk Joshua Cheptegei ustanowił rekord świata w biegu na 5000 metrów – 12:35,36[10].

## 13 sierpnia
- Kim Tok-hun objął funkcję premiera Korei Północnej[11].

## 11 sierpnia
- Pandemia COVID-19: Według stanu na 11 sierpnia liczba potwierdzonych zachorowań na całym świecie przekroczyła 20 milionów osób, zaś liczba zgonów to około 750 tysięcy[12].

## 10 sierpnia
- Premier Libanu Hassan Dijab podał się do dymisji[13][14].

## 9 sierpnia
- Ubiegający się o kolejną reelekcję Alaksandr Łukaszenka zwyciężył w wyborach prezydenckich na Białorusi, zdobywając według oficjalnych danych 80% głosów. Wyniki te wzbudziły kontrowersje w wielu państwach, wywołały także protesty na Białorusi, a główna kandydatka opozycyjna Swiatłana Cichanouska oświadczyła, że to ona zwyciężyła w wyborach[15].

## 7 sierpnia
- Pandemia COVID-19: Według stanu na 7 sierpnia liczba potwierdzonych zachorowań na całym świecie przekroczyła 19 milionów osób, zaś liczba zgonów to ponad 700 tysięcy[16].
- Katastrofa samolotu Boeing 737-86J w Kozhikode w Indiach, w której zginęło 17 osób[17].

## 6 sierpnia
- Walter Martos został zaprzysiężony na premiera Peru[18].
- Muhammad wuld Bilal został mianowany premierem Mauretanii[19][20].

## 4 sierpnia
- W wyniku eksplozji w Bejrucie zginęło ponad 200 osób, tysiące zostało rannych, wiele jest zaginionych, a kilkaset tysięcy ludzi straciło swoje domy[21][22][23][24].

## 3 sierpnia
- Pandemia COVID-19: Według stanu na 3 sierpnia liczba potwierdzonych zachorowań na całym świecie przekroczyła 18 milionów osób, zaś liczba zgonów to około 700 tysięcy[25].

## 2 sierpnia
- Po trwającym pięć miesięcy kryzysie wyborczym Irfaan Ali został zaprzysiężony na prezydenta Gujany[26][27].